# Alfred E. Hierold
Alfred Egid Hierold (* 29. Dezember 1941 in Vohenstrauß) ist katholischer Theologe und Kirchenrechtler. Vom 1. April 1992 bis zum 30. April 2000 war er Rektor der Otto-Friedrich-Universität Bamberg.

## Leben
Nach dem Abitur studierte Alfred Hierold Theologie an der Universität Regensburg und der Ludwig-Maximilians-Universität München. Dort begegnete er erstmals Klaus Mörsdorf, der ihn für das Kirchenrecht begeisterte. Nach seiner Priesterweihe am 29. Juni 1967 in Regensburg und einer Zeit als Kaplan in Eggenfelden (1967–1968) erwarb Hierold am 20. Februar 1975 ein Lizentiat im kanonischen Recht (Lic.iur.can), anschließend wurde er am 23. Februar 1978 zum Thema „Grundlegung und Organisation kirchlicher Caritas: unter besonderer Berücksichtigung des deutschen Teilkirchenrechtes“ promoviert. Am 1. April 1980 begann er seine Lehrtätigkeit an der Otto-Friedrich-Universität Bamberg, zunächst als Vertreter des emeritierten Othmar Heggelbacher, dem er am 1. März 1981 als ordentlicher Professor auf dem Lehrstuhl für Kirchenrecht nachfolgte.
Dort wandte sich Hierold der Hochschulpolitik zu. Am 1. Oktober 1983 wurde er erstmals Dekan der Fakultät katholische Theologie (bis 1985). Vom 18. März 1989 bis zum 30. September 1991 war er Vizepräsident, vom 1. April 1992 bis zum 31. März 2000 Rektor der Universität. Seine Amtszeit war geprägt durch den weiteren Ausbau der erst 1979 wieder zur Universität erhobenen Einrichtung. Vom 1. Oktober 2000 bis zum 30. September 2002 war Hierold nochmals Dekan der Fakultät Katholische Theologie. An der Philosophisch-Theologischen Hochschule Benedikt XVI. in Heiligenkreuz lehrte er von 1983 bis 2017 als Gastprofessor, später ordentlicher Professor das Kanonische Recht.
Neben der Hochschule übernahm Hierold weitere Aufgaben im Bereich der katholischen Kirche:
Seit dem 1. Februar 1983 ist er Vizeoffizial des Erzbistums Bamberg, seit 1985 ist er Mitglied der Missio-Kommission der Erzdiözese Bamberg. Seit dem 27. September 2001 berät er die Kommission XIII der Deutschen Bischofskonferenz, die für die Caritas zuständig ist. Seit 2001 ist er Mitglied des Wissenschaftlichen Rates der Katholischen Akademie in Bayern. Im Rahmen des Bologna-Prozesses ist er seit dem 28. Oktober 2003 Mitglied der Kommission der Kongregation für das Katholische Bildungswesen und berät zugleich die Deutschen Bischöfe in dieser Angelegenheit. Damit verbindet er kirchliches und hochschulpolitisches Engagement.
Von 2002 bis 2006 war er Vorsitzender der Arbeitsgemeinschaft für Kirchenrecht in Deutschland.
Seit dem 1. Juli 2005 ist Hierold Richter am Kirchliche Arbeitsgerichtshof (KAGH) in Bonn. Seit 12. Juni 2002 ist er Mitglied der Kommission zur Erforschung der Militärseelsorge und seit 2010 Mitglied des Verwaltungsrates der Katholischen Soldatenseelsorge. Seit 2004 ist er Präsident des Vereins der Freunde des Vatikanischen Geheimarchivs.
Seit 16. September 2008 ist er Vorsitzender der Agentur für Qualitätssicherung und Akkreditierung kanonischer Studiengänge in Deutschland (AKAST).

## Auszeichnungen und Ehrungen
- Ritterschlag zum Ritterorden vom Heiligen Grab zu Jerusalem (1989)
- Päpstlicher Ehrenprälat (10. Juni 1993)
- Träger des Bundesverdienstkreuzes 1. Klasse (18. November 1998)
- Inhaber der Martin-Luther-Medaille (1999)
- Inhaber der Bene-Merenti-Medaille der Universität Bamberg (2002)
- Träger der Bürgermedaille der Stadt Bamberg (12. Dezember 2002)
- Ehrenbürger des Marktes Hirschaid (9. Juli 2007)
- Ehrenbürger des Marktes Moosbach (Oberpfalz) (5. Juni 2008)
- Verdienstmedaille des Erzbistums Bamberg (2012)

## Mitgliedschaften
Neben vielen anderen bürgerschaftlichen Engagements ist Hierold seit 1995 Ehrenmitglied der katholischen Studentenverbindung KDStV Fredericia Bamberg und der Studentenverbindung Capitolina in Rom, beide im CV. Er war bis 2016 Prior der Komturei Bamberg des Ritterordens vom Heiligen Grab zu Jerusalem; Josef Zerndl trat seine Nachfolge an. Vorsitzender des Vereins des Freundeskreises des collegium oecumenicum (2010), Mitglied des Aufsichtsrats des Kolping-Bildungswerkes in der Erzdiözese Bamberg (2010).